# Reginald Doherty
Reginald „Reggie“ Frank Doherty, první dvě jména jsou často zkracována jen jako „R.F.“ (14. října 1872, Wimbledon, Surrey – 29. prosince 1910, Kensington, Londýn) byl britský tenista, starší bratr Laurie Dohertyho. Patřil k vynikajícím hráčům amatérské éry tenisu. Stal se trojnásobným olympijským vítězem, v letech 1897–1900 vyhrál čtyřikrát v řadě dvouhru ve Wimbledonu a spolu s bratrem triumfovali osmkrát ve čtyřhře. Odborníci hodnotili pár několik let jako nejlepší na světě. V roce 1902 se probojoval do finále singlu US Championships, kde také získal dva tituly ze čtyřhry.
K tenisu jej s bratrem přivedl otec. Měl krásný tenisový styl, představující technicky dokonalé provedení, především bekhend s plným protažením paže po úderu byl dáván za vzor správného hraní. Vystudoval kolej Trinity Hall na univerzitě v Cambridgi, kde hrál za Cambridge University Lawn Tennis Club.
Zemřel ve třiceti osmi letech. Nekrolog v The New York Times uvádí, že „byl delší dobu nemocný … a nebyl poražen až do doby, kdy začal mít problémy se zdravím.“ Oba bratři měli respirační problémy..
V roce 1980 byl posmrtně uveden do Mezinárodní tenisové síně slávy.

## Finálová utkání na Grand Slamu

### Dvouhra

#### Vítěz (4)
| Rok  | Turnaj    | Finalista        | Výsledek            |
| 1897 | Wimbledon | Harold Mahony    | 6-4 6-4 6-3         |
| 1898 | Wimbledon | Lawrence Doherty | 6-3 6-3 2-6 5-7 6-1 |
| 1899 | Wimbledon | Arthur Gore      | 1-6 4-6 6-3 6-3 6-3 |
| 1900 | Wimbledon | Sidney Smith     | 6-8 6-3 6-1 6-2     |

#### Finalista (2)
| Rok  | Turnaj           | Vítěz          | Výsledek        |
| 1901 | Wimbledon        | Arthur Gore    | 6-4 5-7 4-6 4-6 |
| 1902 | US Championships | William Larned | 6-4 2-6 4-6 6-8 |

### Čtyřhra (13)

#### Vítěz (10)
| Rok  | Turnaj           | Spoluhráč        | Finalisté                           | Výsledek            |
| 1897 | Wimbledon        | Lawrence Doherty | Herbert Baddeley Wilfred Baddeley   | 6-4 4-6 8-6 6-4     |
| 1898 | Wimbledon        | Lawrence Doherty | Clarence Hobart Harold Nisbet       | 6-4 6-4 6-2         |
| 1899 | Wimbledon        | Lawrence Doherty | Clarence Hobart Harold Nisbet       | 7-5 6-0 6-2         |
| 1900 | Wimbledon        | Lawrence Doherty | Harold Nisbet Herbert Roper Barrett | 9-7 7-5 4-6 3-6 6-3 |
| 1901 | Wimbledon        | Lawrence Doherty | Dwight Davis Holcombe Ward          | 4-6 6-2 6-3 9-7     |
| 1902 | US Championships | Lawrence Doherty | Dwight Davis Holcombe Ward          | 11-9 12-10 6-4      |
| 1903 | Wimbledon        | Lawrence Doherty | Frank Riseley Sidney Smith          | 6-4 6-4 6-4         |
| 1903 | US Championships | Lawrence Doherty | Kreigh Collins Harry Wainder        | 7-5 6-3 6-3         |
| 1904 | Wimbledon        | Lawrence Doherty | Frank Riseley Sidney Smith          | 6-1 6-2 6-4         |
| 1905 | Wimbledon        | Lawrence Doherty | Frank Riseley Sidney Smith          | 6-2 6-4 6-8 6-3     |

#### Finalista (3)
| Rok  | Turnaj    | Spoluhráč        | Vítězové                          | Výsledek             |
| 1896 | Wimbledon | Harold Nisbet    | Herbert Baddeley Wilfred Baddeley | 6-1 6-3 4-6 2-6 1-6  |
| 1902 | Wimbledon | Lawrence Doherty | Frank Riseley Sidney Smith        | 6-4 6-8 3-6 6-4 9-11 |
| 1906 | Wimbledon | Lawrence Doherty | Frank Riseley Sidney Smith        | 8-6 4-6 7-5 3-6 3-6  |